# Xanthocyparis
Xanthocyparis är ett släkte av cypressväxter. Xanthocyparis ingår i familjen cypressväxter.
Kladogram enligt Catalogue of Life:
| Xanthocyparis | \| \| nutkacypress \| \| \| \| \| \| Xanthocyparis vietnamensis \| \| \| \| |
|               | \| \| nutkacypress \| \| \| \| \| \| Xanthocyparis vietnamensis \| \| \| \| |
|               | nutkacypress                                                                |
|               |                                                                             |
|               | Xanthocyparis vietnamensis                                                  |
|               |                                                                             |